# اروه‌ئه
اِر و اِ آ گ (به آلمانی: RWE AG؛ تا ۱۹۹۰:  Rheinisch-Westfälisches Elektrizitätswerk AG) یکی از شرکت‌های بزرگ تأمین انرژی آلمان است که دفتر اصلی آن در اسن مستقر است.
این شرکت از طریق شرکت‌های تابعه اش، برای ۲۰ میلیون مشتری برق و برای ۱۰ میلیون مشتری گاز، عمدتاً در اروپا فراهم می‌کند. RWE دومین شرکت بزرگ تولیدکننده برق بعد از ا.آن در آلمان است.